# Андреянцево
Андреянцево — деревня в Дмитровском районе Московской области, в составе сельского поселения Якотское. До 2006 года Андреянцево входило в состав Якотского сельского округа.

## Расположение
Деревня расположена в восточной части района, примерно в 8 км к северо-востоку от Дмитрова, на левом берегу реки Якоть, высота центра над уровнем моря 145 м. Ближайшие населённые пункты — практически, примыкающая на западе, Якоть и Плетенево с Пыхино в 1,5 км на восток.

## Население
| 2002 | 2006 | 2010 |
| ---- | ---- | ---- |
| 8    | ↗12  | ↗15  |